# Piper laeve
Piper laeve är en pepparväxtart som beskrevs av Vahl. Piper laeve ingår i släktet Piper och familjen pepparväxter. Inga underarter finns listade i Catalogue of Life.